# 拉贾赫穆恩德尔伊
拉贾赫穆恩德尔伊（Rajahmundry），是印度安得拉邦East Godavari县的一个城镇。总人口313347（2001年）。

## 人口
该地2001年总人口313347人，其中男性158027人，女性155320人；0—6岁人口31064人，其中男15634人，女15430人；识字率70.17%，其中男性为74.39%，女性为65.87%。